# Никольская церковь (Бабка, Воронежская область)
Никольская церковь — православный храм в селе Бабка Павловского района Воронежской области. Расположен по адресу: ул. Центральная, д. 49а.

## История
Согласно карте межевания конца XVIII-начала XIX веков, в селе уже существовала церковь. Вероятно, она была деревянной. В 1823 году на средства прихожан была построена каменная церковь. Она имела характерные для того времени элементы стиля ампира, хотя и в довольно скромном виде. В плане она представляла собой крест.
Согласно «Указателю храмовых празднеств в Воронежской епархии» (1886) (вып. 2, с. 95):
Церковь в сл. Бабке, Павловского уезда, каменная с колокольней и каменной оградой, построена в 1823 г. Земли подцерковной пахотной и сенокосной 60 десятин. Подцерк. дом. Один штат. Прихожан 800 душ
В 1861 году в церкви был оглашён Манифест Александра II об отмене крепостного права. Там хранились книги, переданные затем в избу-читальню, и акты гражданского состояния, хранящиеся ныне в архиве Павловского ЗАГСа.
В 1928 году церковь была закрыта. В 1930-е годы её решили разрушить, но из-за прочной кладки удалось только снять 90-пудовый колокол. В то же время была уничтожена колокольня.
Здание сначала использовали под зернохранилище, затем там находилась семилетняя школа. Располагавшийся рядом дом священника также использовали для учебных целей. После того, как в 1981 году построили новое здание школы, в бывшей церкви располагалась пожарная часть (до 1998 года). В послевоенные годы были уничтожены трапезная, северный и южный приделы. С северной стороны территория церкви была застроена.
В 2008 году по инициативе жителей села начались работы по восстановлению церкви. Была построена временная шатровая крыша, вставлены новые окна, начиналась подготовка к сооружению трапезной. С созданием приходского совета в 2012 году были проведены работы по ремонту интерьеров, возобновились богослужения. Временный вход расположен с южной стороны. В 2015 году проводился ремонт внешних стен церкви, планируется возведение купола.